# Jos Daman
Jozef „Jos“ Daman (* 15. Oktober 1945 in Mechelen) ist ein belgischer Bogenschütze.
Daman nahm an den Olympischen Spielen 1972 in München teil und beendete den Wettkampf im Bogenschießen auf Rang 23.